# Motte castrale du Breuil-Bertin
La motte castrale du Breuil-Bertin est situé à Saint-Ouen-d'Aunis en Charente-Maritime.

## Historique
Le château à motte est bâti avant 1207 par Pierre Bertin, sénéchal d'Henri II Plantagenêt.

## Description
La motte avec deux enceintes de terre et des fossés a été fouillé par Jean Métayer. Elles ont mis au jour d'importants terrassements et, sur la motte, des éléments sculptés provenant d'un bâtiment de pierre. Dans la basse-cour a été reconnue une galerie souterraine.

## Protection aux monuments historiques
L'ensemble des vestiges est inscrit au titre des monuments historiques par arrêté du 19 avril 1989.